# دریاچه کالیما
دریاچه کالیما (به اسپانیایی: Embalse del Calima) یک مخزن سد در کلمبیا است که در Darién, Valle del Cauca واقع شده‌است.